# 9e étape du Tour de France 1994
Pour un article plus général, voir Tour de France 1994.
La 9e étape du Tour de France 1994 a lieu le 11 juillet 1994 entre les villes de Périgueux et de Bergerac sur une distance de 64 km, sous la forme d'un contre-la-montre individuel. Elle est remportée par Miguel Indurain, qui creuse des écarts importants et s'empare du maillot jaune.

## Parcours
Tracé intégralement dans le département de la Dordogne, ce premier grand contre-la-montre individuel du Tour de France est vallonné et exigeant dans sa première partie, avant de devenir plus plat dans sa partie finale. Des pointages intermédiaires sont installés à Vergt, un peu avant la mi-parcours, et peu après Lamonzie-Montastruc à dix kilomètres de l'arrivée.

## La course
Vainqueur de cinq des six précédents contre-la-montre individuels (hors prologues) disputés sur le Tour de France, Miguel Indurain impose encore sa domination lors de celui-ci, en reléguant ses adversaires de façon conséquente. Son rival désigné, Tony Rominger, est distancé de 2 minutes après avoir principalement perdu du temps sur le début du parcours. Tous les autres coureurs terminent à plus de 4 minutes du tenant du titre, qui prend le maillot jaune avec une avance conséquente. Seule une petite cinquantaine de coureurs parvient à concéder moins de dix minutes à Indurain.

## Classement de l'étape
| Classement de la 9e étape | Classement de la 9e étape | Classement de la 9e étape | Classement de la 9e étape | Classement de la 9e étape |
|                           | Coureur                   | Pays                      | Équipe                    | Temps                     |
| ------------------------- | ------------------------- | ------------------------- | ------------------------- | ------------------------- |
| 1er                       | Miguel Indurain           | Espagne                   | Banesto                   | en 1 h 15 min 58 s        |
| 2e                        | Tony Rominger             | Suisse                    | Mapei-CLAS                | + 2 min 0 s               |
| 3e                        | Armand de Las Cuevas      | France                    | Castorama                 | + 4 min 22 s              |
| 4e                        | Thierry Marie             | France                    | Castorama                 | + 4 min 45 s              |
| 5e                        | Christopher Boardman      | Royaume-Uni               | GAN                       | + 5 min 27 s              |
| 6e                        | Bjarne Riis               | Danemark                  | Gewiss-Ballan             | + 5 min 33 s              |
| 7e                        | Thomas Davy               | France                    | Castorama                 | + 5 min 35 s              |
| 8e                        | Abraham Olano             | Espagne                   | Mapei-CLAS                | + 5 min 45 s              |
| 9e                        | Artūras Kasputis          | Lituanie                  | Chazal-MBK                | + 6 min 1 s               |
| 10e                       | Piotr Ugrumov             | Lettonie                  | Gewiss-Ballan             | + 6 min 4 s               |
| modifier                  |                           |                           |                           |                           |

## Classement général
| Classement général après la 9e étape | Classement général après la 9e étape | Classement général après la 9e étape | Classement général après la 9e étape | Classement général après la 9e étape |
|                                      | Coureur                              | Pays                                 | Équipe                               | Temps                                |
| ------------------------------------ | ------------------------------------ | ------------------------------------ | ------------------------------------ | ------------------------------------ |
| 1er                                  | Miguel Indurain                      | Espagne                              | Banesto                              | en 41 h 9 min 13 s                   |
| 2e                                   | Tony Rominger                        | Suisse                               | Mapei-CLAS                           | + 2 min 28 s                         |
| 3e                                   | Armand de Las Cuevas                 | France                               | Castorama                            | + 4 min 40 s                         |
| 4e                                   | Gianluca Bortolami                   | Italie                               | Mapei-CLAS                           | + 5 min 47 s                         |
| 5e                                   | Thierry Marie                        | France                               | Castorama                            | + 5 min 51 s                         |
| 6e                                   | Thomas Davy                          | France                               | Castorama                            | + 6 min 4 s                          |
| 7e                                   | Christopher Boardman                 | Royaume-Uni                          | GAN                                  | + 6 min 6 s                          |
| 8e                                   | Sean Yates                           | Royaume-Uni                          | Motorola                             | + 6 min 30 s                         |
| 9e                                   | Abraham Olano                        | Espagne                              | Mapei-CLAS                           | + 6 min 31 s                         |
| 10e                                  | Lance Armstrong                      | États-Unis                           | Motorola                             | + 6 min 35 s                         |
| modifier                             |                                      |                                      |                                      |                                      |

## Classements annexes

### Classement par points
| Classement par points | Classement par points    | Classement par points | Classement par points   | Classement par points |
| --------------------- | ------------------------ | --------------------- | ----------------------- | --------------------- |
|                       | Coureur                  | Pays                  | Équipe                  | Point(s)              |
| 1er                   | Djamolidine Abdoujaparov | Ouzbékistan           | Polti-Vaporetto         | 203 points            |
| 2e                    | Silvio Martinello        | Italie                | Mercatone Uno-Medeghini | 157 pts               |
| 3e                    | Olaf Ludwig              | Allemagne             | Telekom-Merckx          | 131 pts               |
| modifier              |                          |                       |                         |                       |

### Classement du meilleur grimpeur
| Classement du meilleur grimpeur | Classement du meilleur grimpeur | Classement du meilleur grimpeur | Classement du meilleur grimpeur | Classement du meilleur grimpeur |
| ------------------------------- | ------------------------------- | ------------------------------- | ------------------------------- | ------------------------------- |
|                                 | Coureur                         | Pays                            | Équipe                          | Point(s)                        |
| 1er                             | Peter De Clercq                 | Belgique                        | Lotto-Caloi                     | 51 points                       |
| 2e                              | Francisco Cabello               | Espagne                         | Kelme-Avianca-Gios              | 30 pts                          |
| 3e                              | Claudio Chiappucci              | Italie                          | Carrera-Tassoni                 | 28 pts                          |
| modifier                        |                                 |                                 |                                 |                                 |

### Classement du meilleur jeune
| Classement général du meilleur jeune | Classement général du meilleur jeune | Classement général du meilleur jeune | Classement général du meilleur jeune | Classement général du meilleur jeune |
|                                      | Coureur                              | Pays                                 | Équipe                               | Temps                                |
| ------------------------------------ | ------------------------------------ | ------------------------------------ | ------------------------------------ | ------------------------------------ |
| 1er                                  | Abraham Olano                        | Espagne                              | Mapei-CLAS                           | en 41 h 15 min 44 s                  |
| 2e                                   | Lance Armstrong                      | États-Unis                           | Motorola                             | + 4 s                                |
| 3e                                   | Andrea Peron                         | Italie                               | Polti-Vaporetto                      | + 2 min 39 s                         |
| modifier                             |                                      |                                      |                                      |                                      |

### Classement par équipes
| Classement par équipes | Classement par équipes | Classement par équipes | Classement par équipes |
|                        | Équipe                 | Pays                   | Temps                  |
| ---------------------- | ---------------------- | ---------------------- | ---------------------- |
| 1re                    | Mapei-CLAS             | Italie                 | en 123 h 42 min 53 s   |
| 2e                     | Castorama              | France                 | + 20 s                 |
| 3e                     | Banesto                | Espagne                | + 2 min 2 s            |
| modifier               |                        |                        |                        |